# Silviana Sfiringu
Silviana-Maria Sfiringu-Gheorghe (née le 1er septembre 2004 à Medgidia) est une gymnaste artistique roumaine.

## Carrière
Elle obtient la médaille de bronze à la poutre et au sol aux Gymnasiades de 2018 à Marrakech.
Elle est médaillée d'argent par équipes et à la poutre ainsi que médaillée de bronze au saut de cheval et au sol au Festival olympique de la jeunesse européenne 2019 à Bakou.
Elle remporte la médaille d'argent au concours par équipes ainsi qu'à la poutre aux Championnats d'Europe de gymnastique artistique féminine 2020 à Mersin.